# 암흑구상성단

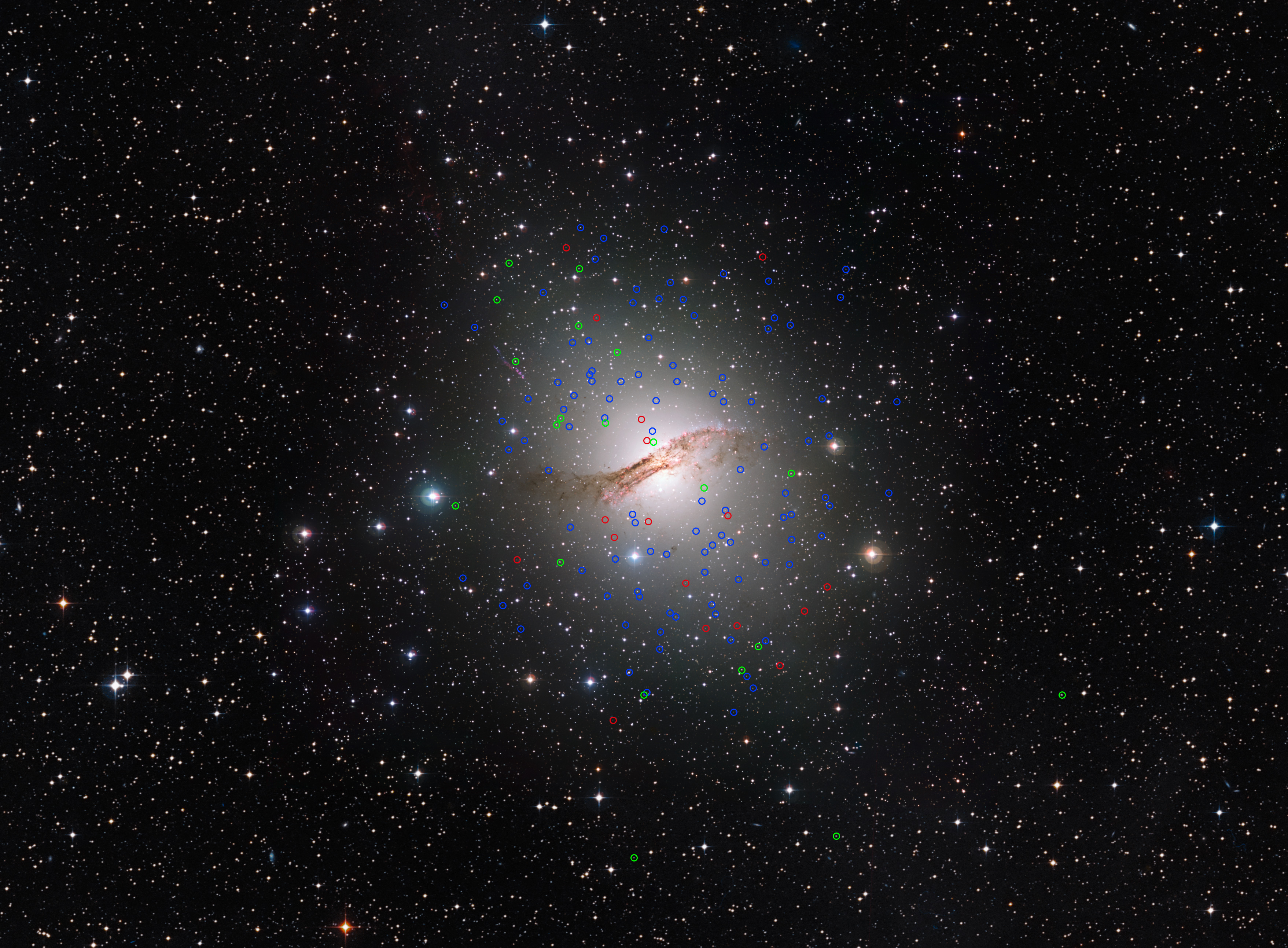
ESO의 VLT는 센타우루스자리 A 은하 주위에서 암흑구상성단들을 찾아냈다(붉은 색으로 표시됨). 보통의 구상성단은 파란색으로, 왜소은하와 비슷한 구상성단은 녹색으로 표시되었다.

암흑구상성단(暗黑球狀星團, dark globular cluster)은 품고 있는 항성의 수에 비해 질량이 큰 구상성단을 분류할 유형으로 제안된 개념이다. 비교적 최근인 2015년에 관측적 자료에 기반해 제안된 것으로서, 암흑물질이나 중심의 블랙홀로 인해 큰 질량을 갖는 것으로 추측된다.
관측 데이커는 칠레의 VLT로 이루어졌다.